# Камус 4
Камус 4 (англ. Kahmoose 4) — індіанська резервація в Канаді, у провінції Британська Колумбія, у межах регіонального округу Фрейзер-Велі.

## Населення
За даними перепису 2016 року, індіанська резервація нараховувала 65 осіб, показавши скорочення на 26,1%, порівняно з 2011-м роком. Середня густина населення становила 300,8 осіб/км².
З офіційних мов обидвома одночасно не володів жоден з жителів, тільки англійською — 65.
Працездатне населення становило 63,6% усього населення, рівень безробіття — 28,6%.

## Клімат
Середня річна температура становить 7,6°C, середня максимальна – 20,6°C, а середня мінімальна – -8,8°C. Середня річна кількість опадів – 754 мм.
| Клімат поселення                              | Клімат поселення | Клімат поселення | Клімат поселення | Клімат поселення | Клімат поселення | Клімат поселення | Клімат поселення | Клімат поселення | Клімат поселення | Клімат поселення | Клімат поселення | Клімат поселення | Клімат поселення |
| Показник                                      | Січ.             | Лют.             | Бер.             | Квіт.            | Трав.            | Черв.            | Лип.             | Серп.            | Вер.             | Жовт.            | Лист.            | Груд.            |                  |
| Середній максимум, °C                         | 2,80             | 6,36             | 9,58             | 13,04            | 16,92            | 20,16            | 20,01            | 20,62            | 16,52            | 11,07            | 5,02             | 1,48             |                  |
| Середня температура, °C                       | −3,01            | 0,55             | 3,76             | 7,24             | 11,12            | 14,37            | 17,10            | 17,68            | 13,58            | 8,14             | 2,09             | −1,46            |                  |
| Середній мінімум, °C                          | −8,81            | −5,26            | −2,04            | 1,43             | 5,31             | 8,56             | 14,17            | 14,76            | 10,67            | 5,22             | −0,84            | −4,39            |                  |
| Норма опадів, мм                              | 104              | 70               | 61               | 40               | 41               | 40               | 31               | 30               | 40               | 79               | 112              | 106              |                  |
| Середньомісячна швидкість вітру, м/с          | 2.06             | 2.10             | 2.30             | 2.60             | 2.40             | 2.40             | 2.20             | 2.00             | 1.80             | 1.90             | 2.00             | 1.99             |                  |
| Середньомісячна сонячна радіація, кДж/м²·день | 3236             | 6425             | 10629            | 15650            | 19246            | 20783            | 21940            | 18809            | 13349            | 7387             | 3592             | 2557             |                  |
| --------------------------------------------- | ---------------- | ---------------- | ---------------- | ---------------- | ---------------- | ---------------- | ---------------- | ---------------- | ---------------- | ---------------- | ---------------- | ---------------- | ---------------- |
| Джерело:                                      |                  |                  |                  |                  |                  |                  |                  |                  |                  |                  |                  |                  |                  |